# Mohamed Magdy (cầu thủ bóng đá, sinh 1993)
Mohammed Magdy  (tiếng Ả Rập: محمد مجدي; sinh ngày 7 tháng 7 năm 1993) là một cầu thủ bóng đá người Ai Cập thi đấu cho Zamalek SC ở vị trí hậu vệ.

## Danh hiệu

### Zamalek SC
- Cúp bóng đá Ai Cập (1): 2017–18